# Mütter und Töchter
Mütter und Töchter ist ein US-amerikanisches Filmdrama von Rodrigo García aus dem Jahr 2009.

## Handlung
Die 50-jährige Physiotherapeutin Karen wurde mit 14 Jahren schwanger und hat ihre Tochter unmittelbar nach der Geburt zur Adoption freigegeben. Seither leidet sie unter dem Verlust der Tochter, schreibt ihr Briefe, die sie jedoch nie absendet, und führt Tagebuch über sie.
Karen lebt mit ihrer pflegebedürftigen Mutter zusammen, die verstirbt. Kontakte zu ihren Kollegen oder anderen Menschen blockt sie ab, und auch der kleinen Tochter ihrer Haushälterin steht sie ablehnend gegenüber. Erst die Bekanntschaft mit ihrem neuen Kollegen Paco macht sie Menschen und Kindern gegenüber aufgeschlossener. Karen und Paco heiraten und Paco ermutigt Karen, nach ihrer Tochter zu suchen. Sie wendet sich an die Organisation, die die Adoption arrangiert hatte, und hinterlegt einen Brief an ihre Tochter.
Karens Tochter Elizabeth hat unterdessen Karriere gemacht. Sie ist Juristin, lebt selbstbestimmt allein und ist ehrgeizig und zielstrebig. In der angesehenen Anwaltskanzlei von Paul wird sie sofort als neue Mitarbeiterin eingestellt, auch wenn ihr recht sprunghafter Lebenswandel mit zahlreichen Umzügen innerhalb der letzten zehn Jahre Fragen aufwirft. Sie beginnt eine Affäre mit Paul. Ohne sein Wissen schläft sie auch mit ihrem Nachbarn, dessen Frau ein Kind erwartet. Obwohl sich Elizabeth bereits mit 17 Jahren sterilisieren ließ, wird sie schwanger. Sie verheimlicht Paul, dass sie ein Kind erwartet, und zieht nach Los Angeles. Obwohl Paul sie dort aufsucht und ihr anbietet, für sie und das Kind zu sorgen, geht sie nicht auf sein Angebot ein. Hochschwanger entscheidet sie sich für den Kontakt zu ihrer Mutter und hinterlegt einen Brief mit Fotos bei der damaligen Adoptionsstelle, der jedoch verlegt wird. Elizabeth stirbt bei der Geburt.
Lucy und Joseph wollen ein Kind, doch Lucy ist unfruchtbar. Sie entscheiden sich für eine Adoption, trennen sich aber dann, weil Joseph doch lieber ein eigenes Kind hätte. Die Mutter des Adoptivkindes wiederum entscheidet sich kurz nach der Geburt gegen eine Freigabe des Kindes. Lucy ist verzweifelt, erhält jedoch von der Adoptivstelle die Nachricht, dass ein Mädchen zur Adoption infrage käme – das Baby der verstorbenen Elizabeth. Lucy adoptiert das Kind.
Ein Jahr später findet eine Mitarbeiterin der Adoptionsstelle den verlegten Brief Elizabeths. Man informiert Karen, die nun endlich zwei Fotos ihrer Tochter erhält, aber auch den Tod ihrer Tochter verzweifelt hinnehmen muss. Sie erhält die Erlaubnis, ihr Enkelkind zu sehen – und stellt ungläubig fest, dass Lucy in derselben Straße wie sie lebt. Erst jetzt kann sie Frieden mit der Vergangenheit machen. Sie stellt die Fotos von Elizabeth auf ihrem Nachttisch auf und löscht das Licht.

## Produktion

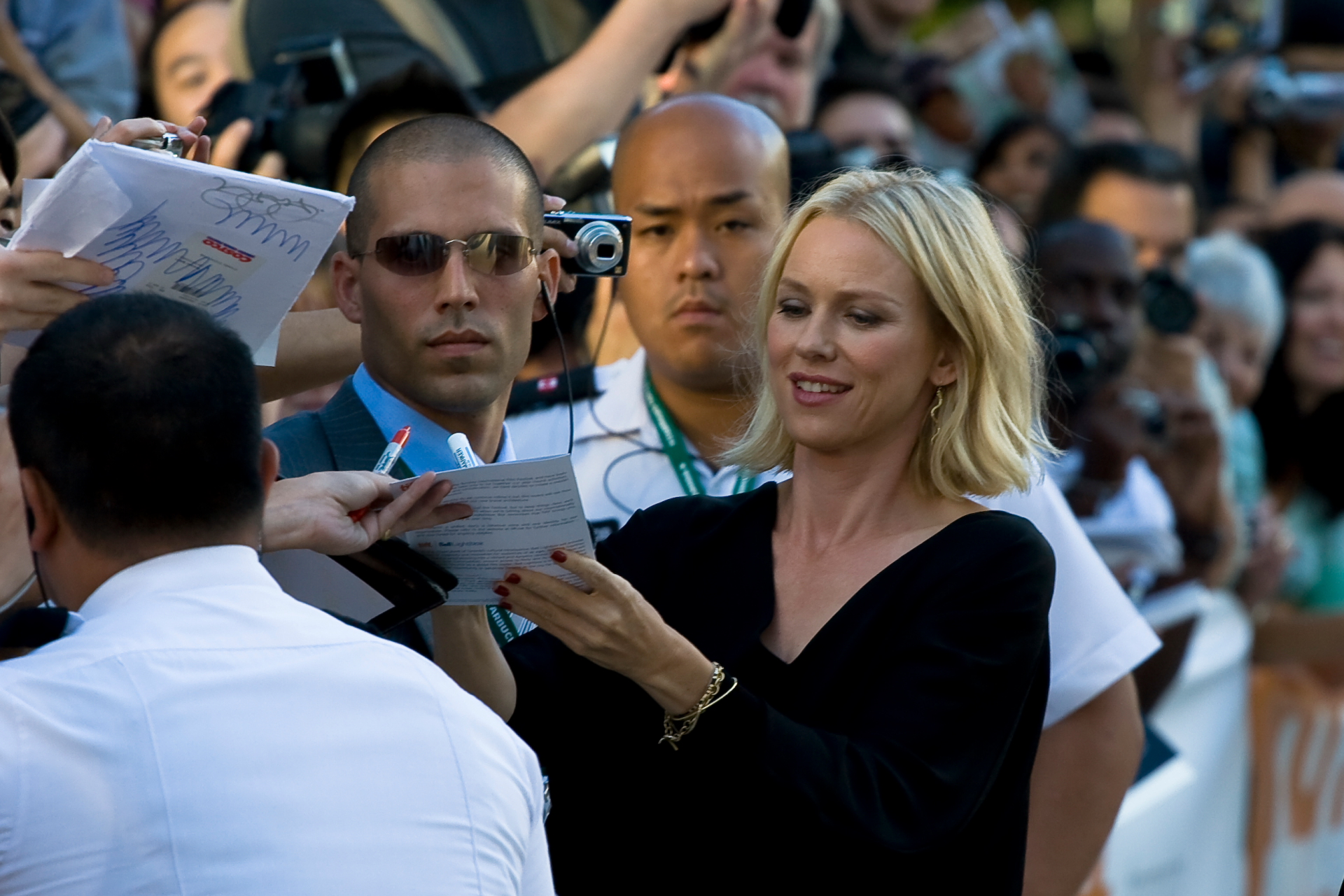
Naomi Watts auf der Premiere von Mütter und Töchter, TIFF 2009

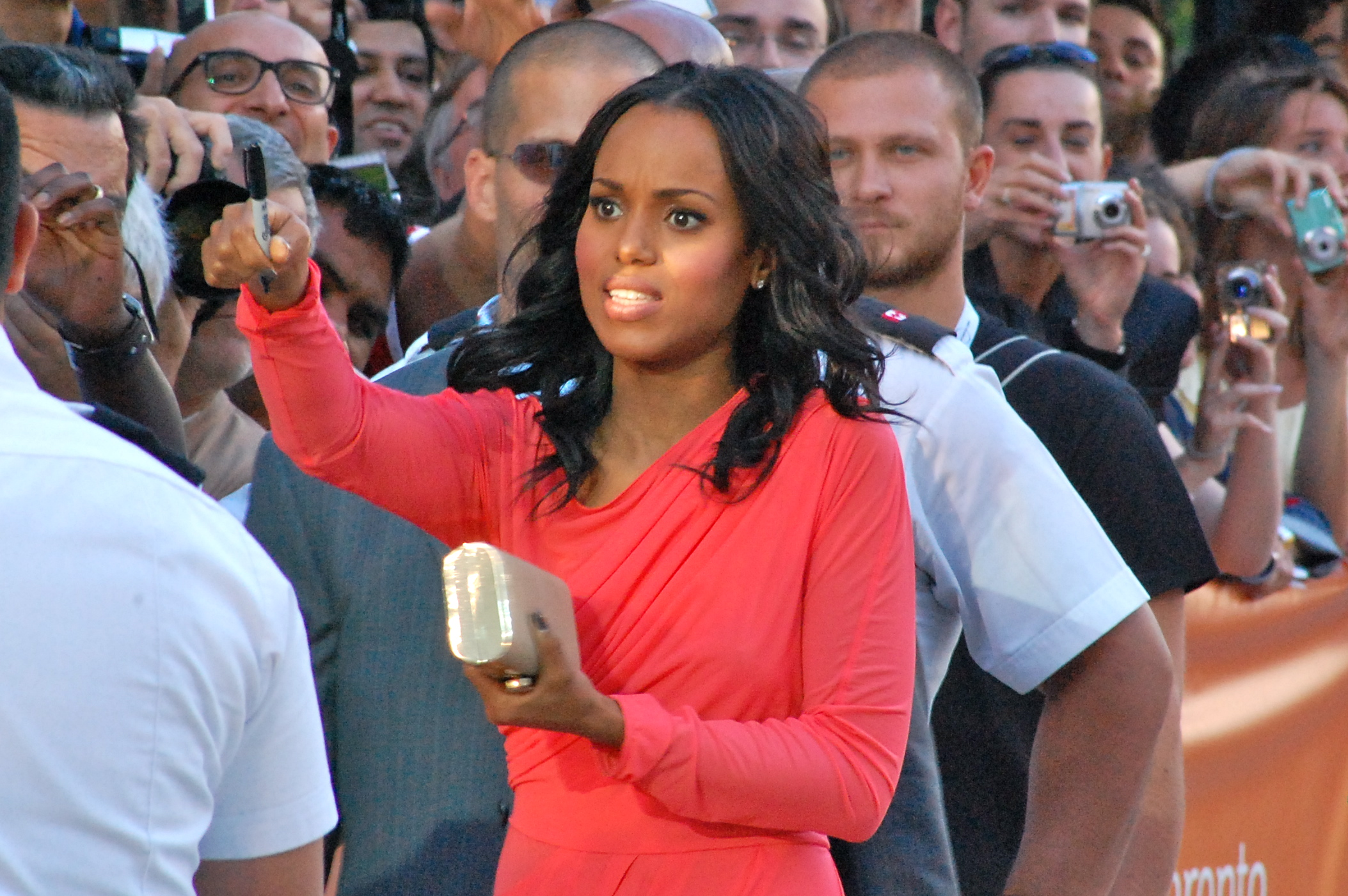
Kerry Washington auf der Premiere von Mütter und Töchter, TIFF 2009

Mütter und Töchter, der ab Januar 2009 unter anderem in Los Angeles gedreht wurde, hatte seine Uraufführung am 14. September 2009 auf dem Toronto International Film Festival. Am 23. Januar 2010 wurde der Film auf dem Sundance Film Festival gezeigt. Er kam am 7. Mai 2010 in die US-amerikanischen Kinos, in Deutschland lief der Film am 28. April 2011 an.

## Kritik
Variety lobte den Film als sehr verständnisvoll beobachteten und außergewöhnlich gut gespielten Ensemblefilm exakt über das, was der Titel verspricht. Cinemablend befand, dass der Film erschreckend wenig über die einzelnen Handlungsstränge zu sagen hat. Der Film wechsle von einer melodramatischen Handlungsebene zur nächsten und könne dabei keine glaubwürdigen Charaktere aufbauen. Der Film entwickle sich in seinem Verlauf nur zu einem zweitklassigen „Tränendrücker“.
Cinema bezeichnete den Film als „überkonstruierte[s] Beziehungschaos. […] Regisseur García will viel erzählen, verrennt sich aber in unnötigen Verästelungen und küchenpsychologischen Klischees: Ein Kind, das ohne Mutter aufwächst, kann später nur zur gefühlskalten Schreckschraube werden, wahres Frauenglück gibt’s nur mit Kindersegen. Etwas zu viel Holzhammer auf einmal. Fazit: Starbesetztes Drama der großen Gefühle, vollgestopft mit Konflikten, aber auf Dauer redundant und wirkungslos“.

## Auszeichnungen
Mütter und Töchter erhielt 2010 beim französischen Deauville American Film Festival den Großen Preis der Jury.
Samuel L. Jackson wurde 2011 bei den Image Awards als bester Nebendarsteller ausgezeichnet.